# Johanna I. (Auvergne)

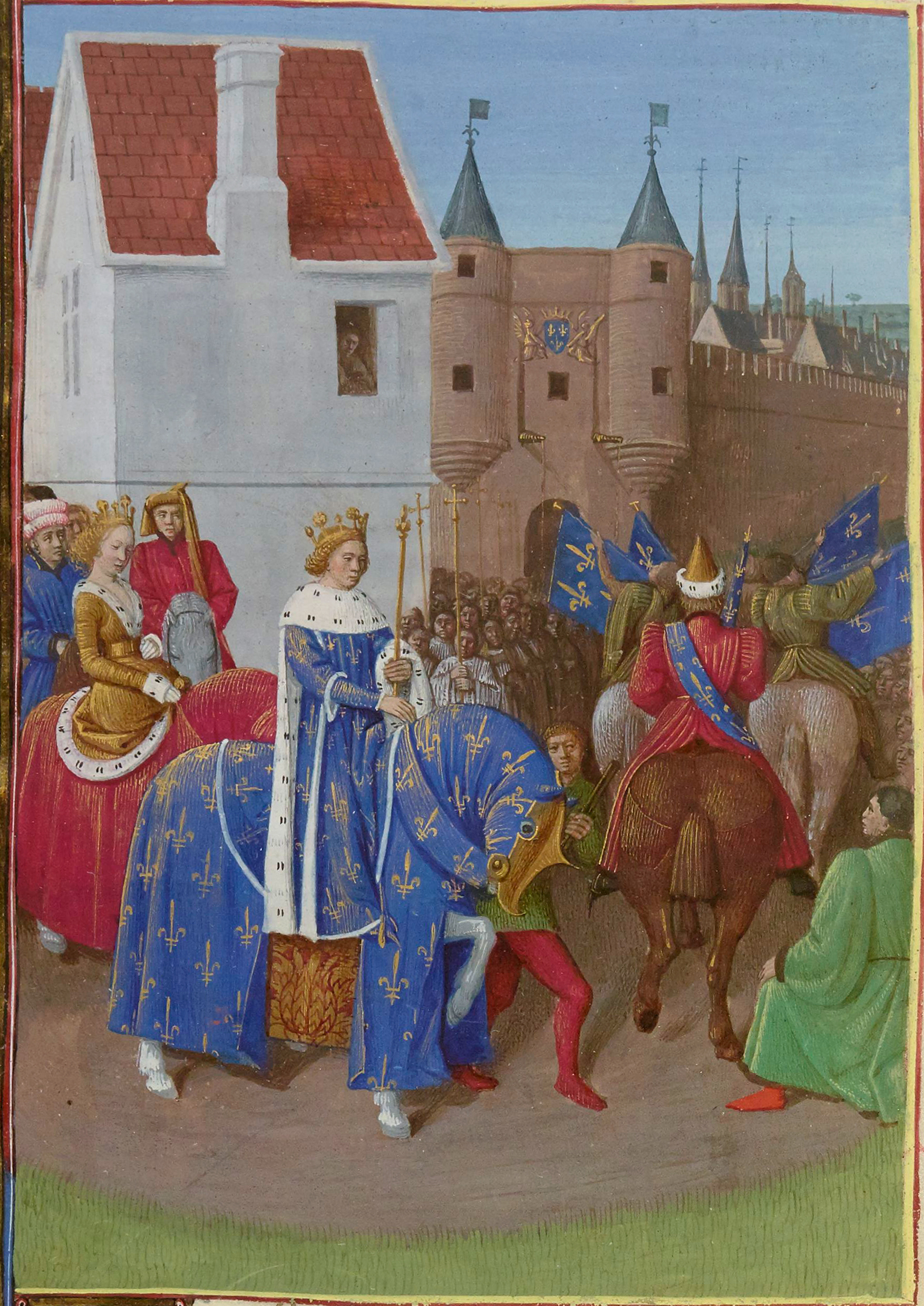
Johanna I. von Auvergne (2. v. l.) auf einer Miniatur in den Grandes Chroniques de France

Johanna I. von Auvergne (französisch Jeanne I. d’Auvergne, * 8. Mai 1326; † 29. September 1360 auf der Burg von Argilly) war Gräfin von Auvergne und Boulogne sowie Königin von Frankreich durch ihre Ehe mit Johann II. von Frankreich. Sie war die Erbtochter Wilhelms XII., Graf von Auvergne und Boulogne, und Margarete von Évreux. Johanna I. von Auvergne und Boulogne trat das Erbe ihres Vaters 1332 an.
Am 26. September 1338 heiratete sie Philipp von Burgund, genannt Philippe Monsieur, den einzigen erwachsen gewordenen Sohn des Herzogs Odo IV. von Burgund, der nach der Hochzeit den Titel eines Grafen von Auvergne und Boulogne führte, und 1346 bei der Belagerung von Aiguillon durch einen Unfall ums Leben kam. Das Paar bekam drei Kinder:
- Jeanne (* 1344; † zwischen 11. September und 21. November 1360)
- Marguerite (* wohl 1345, † jung), begraben in Val-des-Choux
- Philipp von Rouvres (* 1346; † 21. November 1361), 1350 Herzog von Burgund, Graf von Burgund, Artois, Auvergne und Boulogne

Mit dem Tod ihres Schwiegervaters Odo IV. am 3. April 1350 wurde sie Regentin von Burgund für ihren vierjährigen Sohn. Kurz zuvor hatte sie am 19. Februar 1350 in Nanterre den Kronprinzen Jean de Valois geheiratet, der noch im gleichen Jahr die französische Krone erbte, wodurch sie zur Königin von Frankreich wurde. Ihre Kinder aus dieser Ehe sind:
- Blanche (* wohl 1350; † jung)
- Cathérine (* wohl 1352; † jung)
- ein Sohn (* wohl 1354; † jung)

Johann II. geriet am 19. September 1356 in der Schlacht bei Maupertuis in englische Gefangenschaft, aus der er erst 1360 nach dem Frieden von Brétigny wieder freikam. Johanna starb im September desselben Jahres. Boulogne und die Auvergne gingen in den Besitz ihres Sohnes Philipp von Rouvres über, der aber bereits im Jahr darauf an der Pest starb. Mit ihm erlosch das Ältere Haus Burgund. Philipps Erbe bezogen auf Johannas Grafschaften war Johann I. von Auvergne, ein jüngerer Sohn des Grafen Robert VII. und damit Onkel Johannas. Johanna von Auvergne wurde in der Basilika Saint-Denis bestattet.